# Glomus liquidambaris
Glomus liquidambaris är en svampart som först beskrevs av C.G. Wu & Z.C. Chen, och fick sitt nu gällande namn av R.T. Almeida & N.C. Schenck 1990. Glomus liquidambaris ingår i släktet Glomus och familjen Glomeraceae.  Arten har inte påträffats i Sverige. Inga underarter finns listade i Catalogue of Life.